# Kirkburton
Kirkburton – wieś w Anglii, w hrabstwie ceremonialnym West Yorkshire, w dystrykcie metropolitalnym Kirklees. Leży 24 km na południowy zachód od miasta Leeds i 257 km na północny zachód od Londynu. W 2008 miejscowość liczyła 2080 mieszkańców.